# 中德關係 (1911年—1941年)

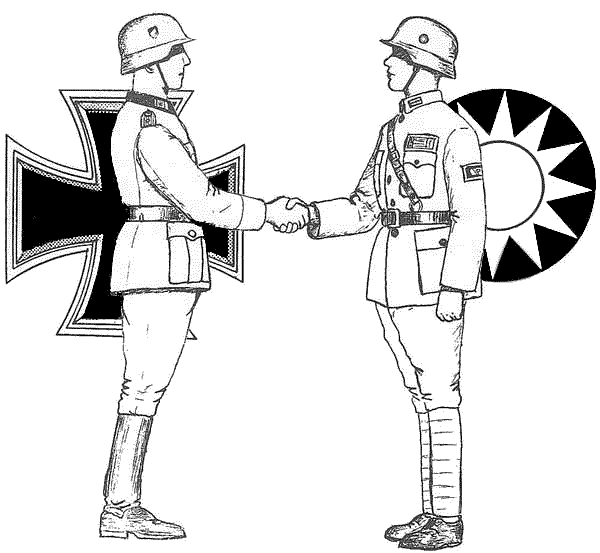
中德合作在20世紀早期和中期的中國歷史上扮演非常重要的角色。

1911至1941年間，中國和德國之間從合作到交惡宣戰的關係，有重要歷史意義。中德合作使兩國结成一定程度之联盟，密切的合作使中国的工业和军备迅速進步，尤其是在中国抗日战争之前。此時期的中华民国一直在民国军阀割据與列强环伺下艰难生存。1928年，國民政府完成国民革命军北伐，雖在名义上统一了军阀动荡之中的中国，不過於同時期，日本对外扩张，主張對中國發動戰爭的鷹派勢力抬頭。有鉴于此，中华民国急需現代军备和国防工业以获得自卫生存的能力，而德国则需要穩定的原材料供應，促成兩國於20至30年代合作。虽然合作的蜜月期自1933年纳粹当政开始到1937年中日戰爭爆發结束，僅不足4年，而且實質的工业改革也到1936年才开始；但中德合作仍对中国的现代化进程产生着深远的影响。同样，中德合作也大大提高了中国抵御日本的侵略的能力。例如中國組建國軍德械師。

## 1920年代的中德合作
1917年段祺瑞和國會在對德宣戰案爭持甚久後，最終加入第一次世界大戰並對德國宣戰。德國戰敗後，失去了在中國的租界和殖民地。但是這也為德國改善中德關係減少了一個障礙。1920年，德國代表卜爾熙率代表團來中國，經過談判，雙方於1921年5月20日簽訂了《中德協約》。這是中國近代對外關係史上少見的平等條約之一，因戰爭而中斷四年的中德關係得以恢復。
《凡爾賽條約》嚴重限制了德國的工業產出。它的陸軍數量被鎖定於10萬人，軍用製品也大幅地減少。但是，條約沒有減低德國在軍事革新的地位，很多工業企業仍保留機械和科技去製造軍用硬件。因此，為突破條約的規限，這些工業巨頭和外國商界組成聯盟，例如與瑞典和荷蘭，藉由與國外廠商合資的機會將德國軍火工程師轉移到國外繼續設計新武器，並藉由中介國的身分合法地製造和銷售武器。
袁世凱稱帝失敗後，中國陷入內戰，不同民國軍閥之間互相競爭去奪取最高權力。因此，很多德國武器生產者開始著眼於和中國重新建立商業連繫去打入中國龐大的武器和軍用物資市場。:751-753
在廣州的國民政府同樣在尋求德國的支援，曾在德國留學的朱家驊與厲麟似為此表現得極為出色。從1926年至1944年間幾乎所有的中德合約都經過前者之手，而後者則是前者的核心智囊。除了德國的技術外，還有其他幾個原因令德國成為中國對外合作的首選。首先德國在一戰以後對國外殖民地完全失去了影響力，因此對中國沒有一種帝國主義式的興趣，例如1925年－1926年中國發生的排外行動主要是對準英國。另外不像蘇聯（蘇聯曾經幫助中國國民黨重組並扶植中國共產黨），德國對中國沒有政治上的興趣，雙方的政府因此不會有正面衝突。與此同時，蔣中正認為德國歷史有許多地方值得中國倣傚，即德國統一可以成為蔣中正本身統一中國的範本。因此中國認為德國將是其「國際化發展」的首選支援。:298
1926年，朱家驊邀請馬克斯·鮑爾上校來華評估投資可能性，次年鮑爾抵達廣州並被任命為蔣中正的顧問。1927年，蔣歡迎從德國延攬來之外籍顧問、曾在魯登道夫元帥麾下擔任首席作戰官之鮑爾將軍；德國人也制訂一套參謀本部制度，一旦蔣回任總司令，即可掌握每個階段之軍事作戰和決策:95。早在1928年11月，中德兩國就展開軍事合作，國府聘用德國顧問團。鮑爾返回德國，並為中國「重建」努力促成一些適當工業接觸，同時開始為在南京的蔣中正招募一些長期顧問。1928年，前任德國參謀總長魯登道夫之舊部鮑爾上校應邀到中國，被聘為顧問團長，顧問40餘人，曾參與1929年國民政府對桂系之戰:646。不管怎麼說，鮑爾的努力並非完全成功，許多德國工業企業對於中國不穩定的政治局面仍抱疑慮，另外鮑爾本身曾參與1920年的卡普政變而被放逐。除此以外，《凡爾賽條約》規定德國不能直接對軍工企業投資也是極大的限制。鮑爾後來再次回到中國，但七個月後罹患天花而去世，葬於上海。
鮑爾不久病卒，由佛采爾將軍繼任顧問團團長，曾參与國民政府在對閻錫山、馮玉祥之戰，此後顧問團工作益為展開:646。

## 1930年代的中德合作
1930年，中国是德国在远东最大贸易伙伴。当年德国与中国的贸易额为3.475亿帝国马克，而同日本的贸易额为2.34亿帝国马克。德国的油脂工业原料几乎完全依赖东北的大豆出口，德国工业对于中国出产的钨砂、锑、锰、锡、猪鬃和桐油也有大量需求。
1933年，因大萧条的影响，中德贸易比1930年和1932年略有下降。虽然此一时期中国的工业化进程由于各个利益集团（民国军阀）的冲突而陷于困顿，但是德国的工业界、进出口商和国防军都想从中国工业的发展中获得利益。

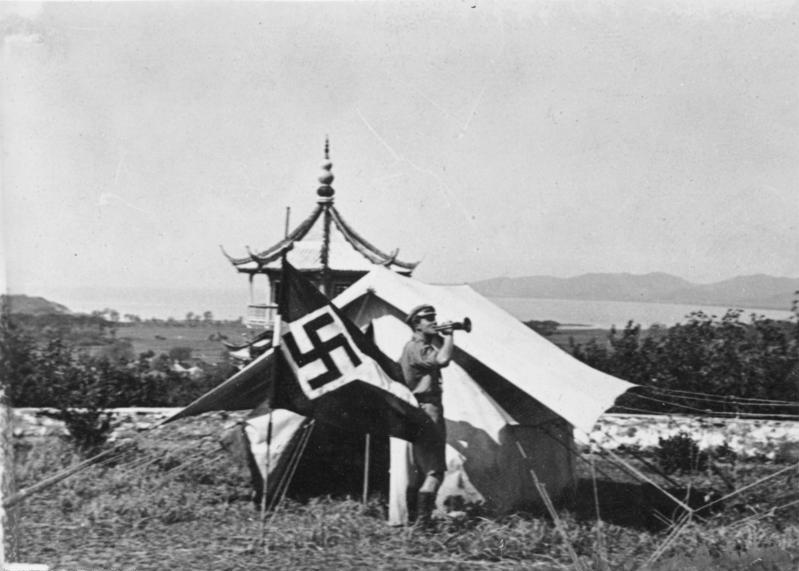
經由國民政府批准進入中華民國領土的希特勒青年團
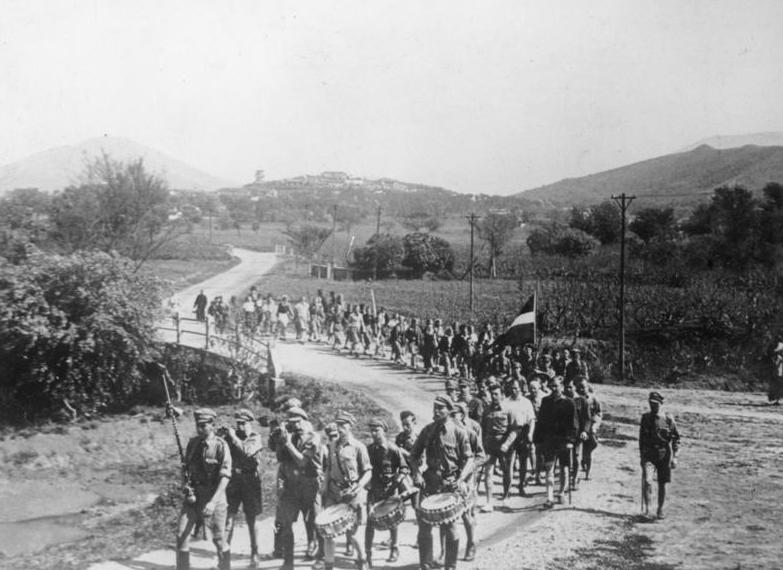
經由國民政府批准進入中華民國領土的希特勒青年團、納粹衝鋒隊
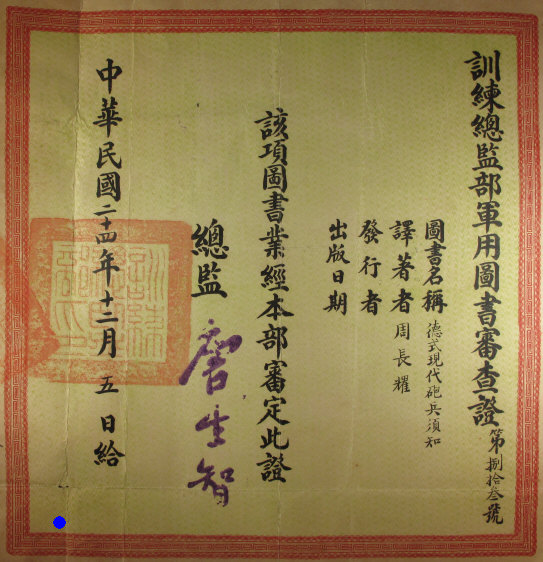
國軍民國24年的訓練用書-德式現代砲兵須知，總監為唐生智
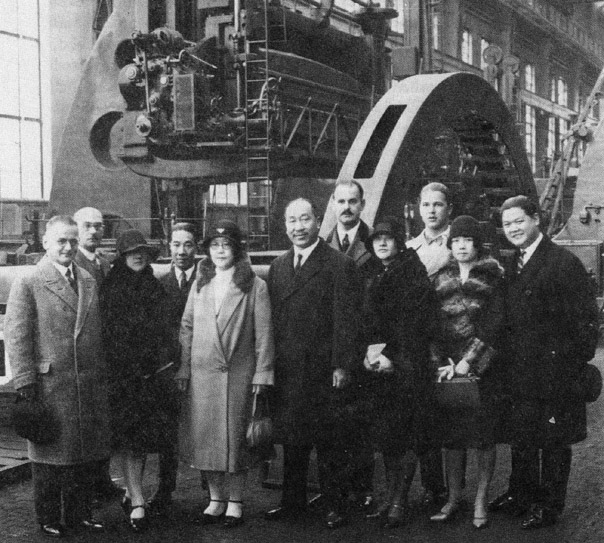
駐德大使蔣作賓和隨從參觀一間德國工廠，1928年
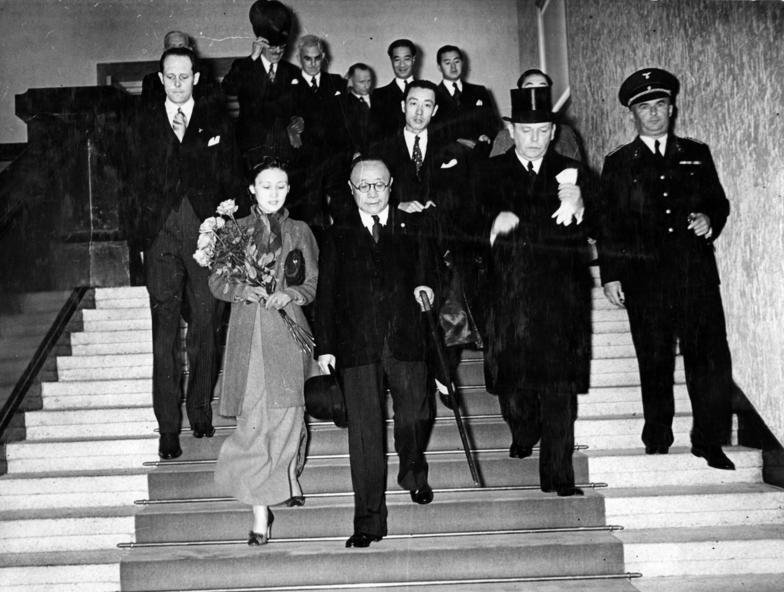
1938年9月，在柏林進行外交工作的中華民國大使陈介
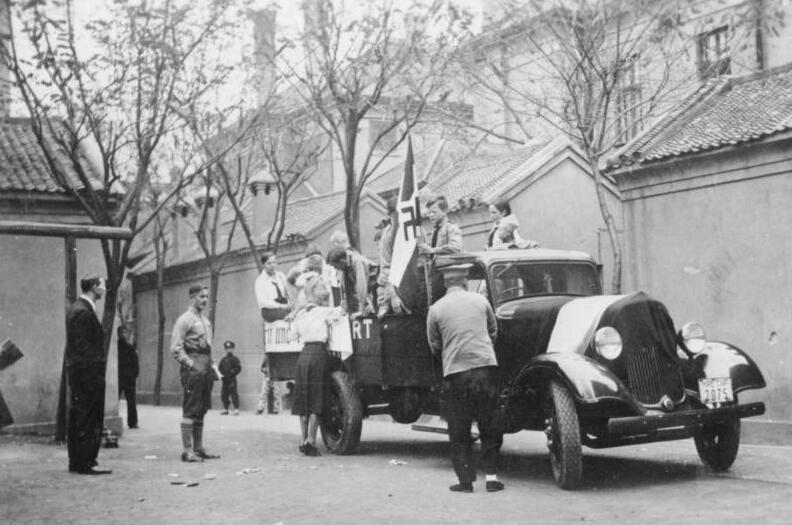
聚集在天津從事冬季救濟相關事宜的德國希特勒青年團，1934年
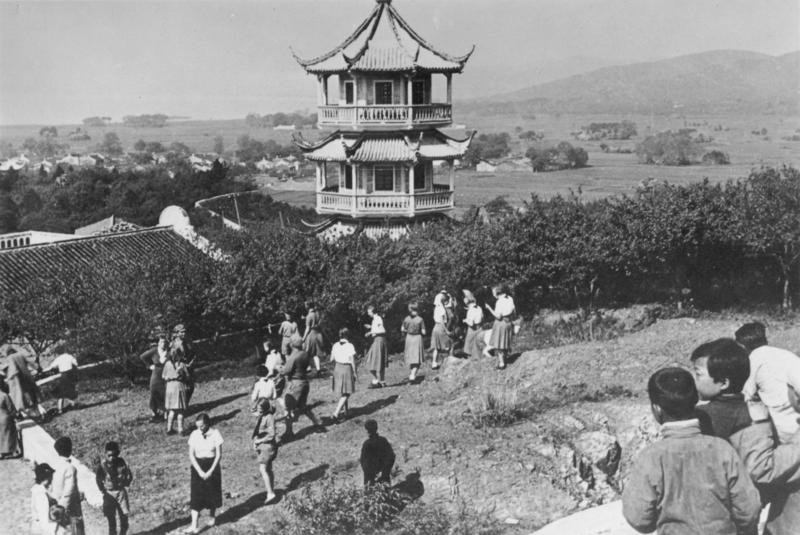
聚集在無錫從事復活節找彩蛋活動的德國少女聯盟，1934年
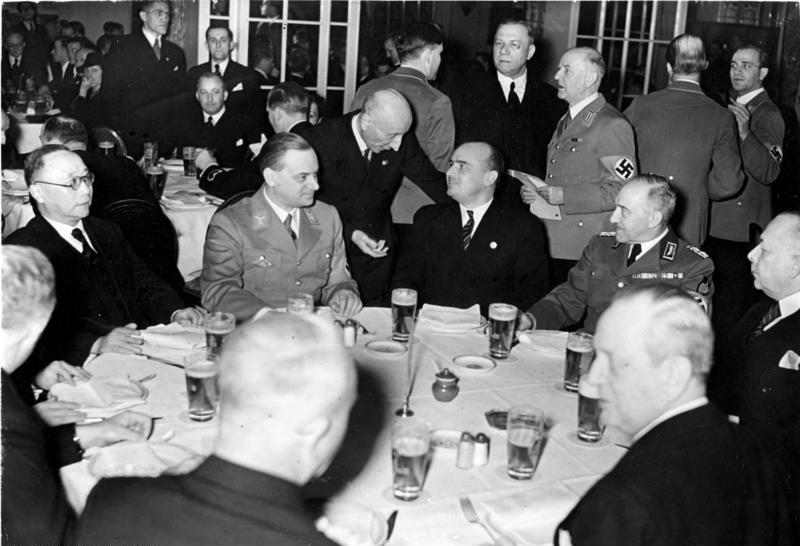
1939年, 在德國外交部, 陈介（左），阿爾弗雷德·羅森堡和漢斯·法郎克

直到九一八事變前，中国工业化的进展并不顺利。九一八事变让满洲变成了日本的傀儡国，并直接导致中国的工业政策重心朝向以抵抗日本侵略为目的军事和军备工业发展。它刺激中国经济走上一条以国防为中心的发展路线，巩固了蒋中正在中国的统治地位，加速了中国的工业化进程。
「九一八」事變後，中日關係日趨緊張。魏瑪共和國吸取当年三国干涉还辽导致德日关系恶化的教训，以及《凡尔赛条约》中关于禁止德国参加解决国际问题的条款，对中日冲突采取中立的政策。其基本立场是，中日争端应该在华盛顿会议及《九国公约》的框架内解决。但是德国军事顾问在中国的存在不可避免地遭到日本指责。
满洲国成立後，日本驻德大使小幡酉吉多次拜访德国外交部，寻求建立在满洲的合作关系。由于德国对满洲大豆的需求依然非常迫切，因此采取了与日本合作的态度，与满洲国政府签订了有关工业品和大豆贸易的德满协定，违反了国际联盟有关“国联成员国不得承认满洲政权”的规定，从而恶化了中德关系。
1933年1月30日，纳粹党掌权，使中德政策走向变得清晰。在納粹黨得到權力前，威瑪共和國對中華民國的外交政策頗為矛盾。納粹德國的外交部长曾敦促德國應在東亚政策上保持中立，不鼓勵國家官員和工業家一同直接參與和國民政府的事務上，負責德國出入口的部門也憂慮這會把它們作為賺取厚利的中間人角色中剔出。新政府的戰時經濟政策要求彻底动员全社会，并储存原材料，特別是軍用物資。1月，希特勒在德國上台後，走擴軍備戰路線，急需中國南方出產之钨和銻等戰略物資:419。這是當時中華民國能大量提供的原材料。德国军工业对钨砂的需要尤其迫切，因此，由那時開始，获得中華民國的原材料就成為納粹德國對中華民國的外交政策一項主要的因素。
1933年5月间，汉斯·冯·塞克特将军到达上海，担任国民政府的资深顾问，为经济和军事发展提供建议。同年6月，他在给蒋中正的《给元帅的备忘录》（Denkschrift für Marschall, memo for marshal）中描绘了他对中国工业化和军事化规划的大纲。他反對中国传统的大型低素质武装力量，强调规模较小但是机动能力强、装备精良的武装力量。此外，他还提出这支军队是“统治的基础”，以及军队的战斗力在于素质的优越，素质的优越来源于优秀的军官团:99。为了实现他所提出的框架，冯·塞克特建议中国的武装力量必须统一训练，听从于蔣中正的号令，整个军事系统必须成为中央集权金字塔的基石。为了达到这个目标，冯·塞克特提议仿照德意志國防軍的架构成立“教导總队”，这些被严格挑选且直属于中央管辖的精英部队成员的使命是接受专业的训练，再将这种训练和职业军人的素质带到其它团队:94。

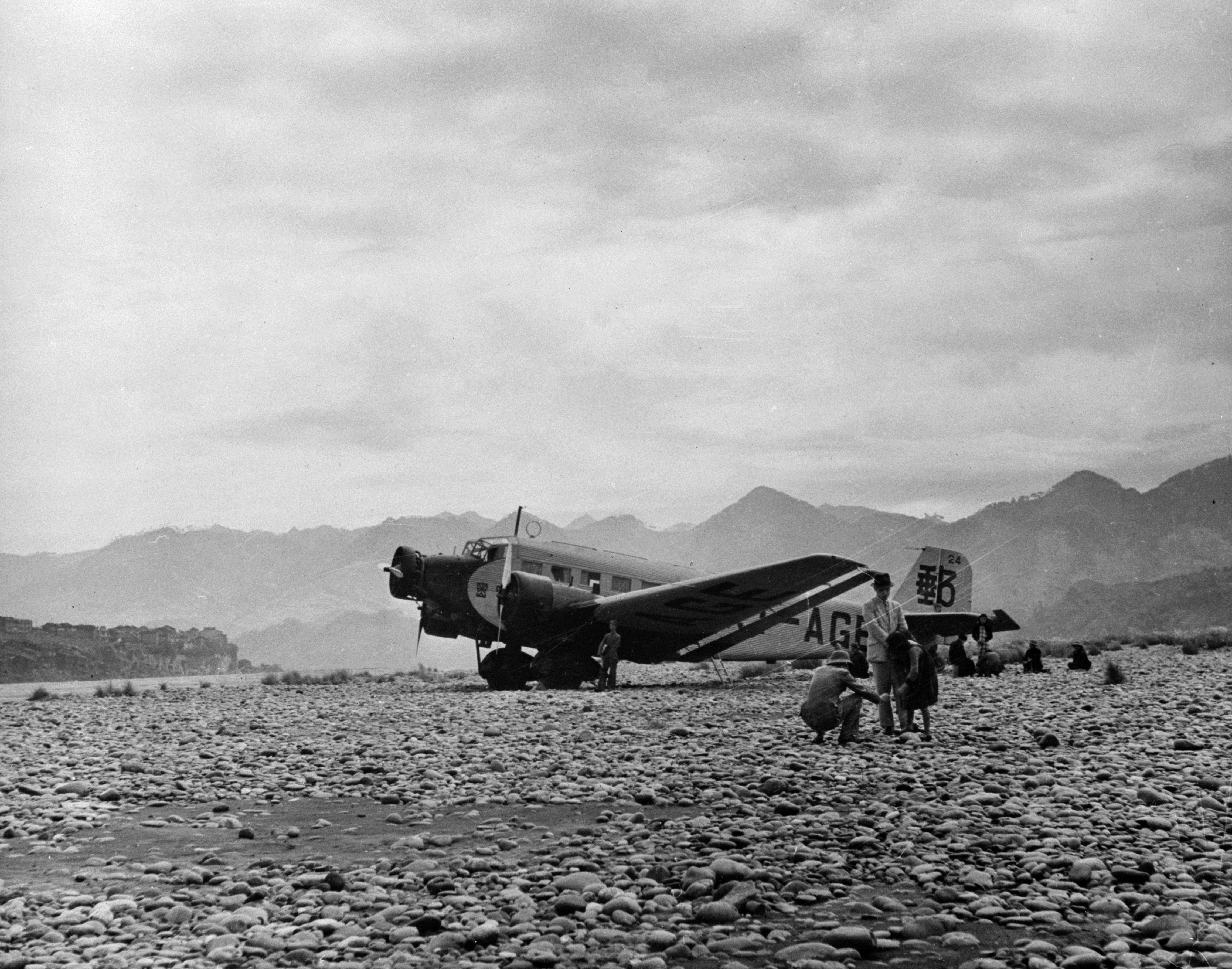
一架停靠在中華民國的德國Ju-52運輸機

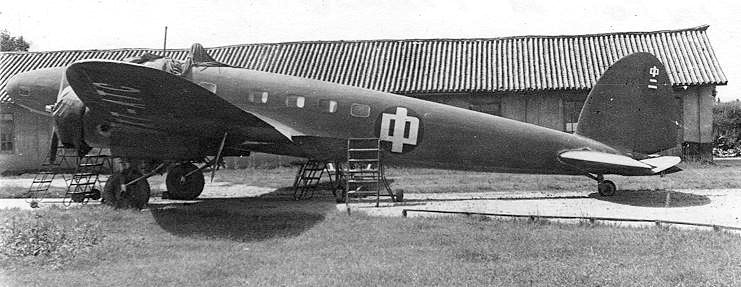
一架亨克爾廠He 111轟炸機，是德國空軍拒絕接收之後，卖给中国的8架同型机之一 (Note: 此圖是中國空軍在抗戰初期僅存的1架He 111A0 1902號機後期照片。該機是1936年廣東空軍向德國購買的10架He-111（實際遞交8架）之一，1936年7月18日隨廣東空軍司令黃光銳投奔南京政府，後編入第19中隊（第8大隊），曾經參加過轟炸長江口日艦隊的行動。後因缺乏零件而擱置。拆除武裝後於1943年2月25日交中國航空公司（CNAC）暫用，編為中二號機，並換裝原容克 Ju-52/3M運輸機所使用之美制P&W大黃蜂式660馬力星形發動機，改為訓練和運輸之用，機身上塗裝“中”字。1944年12月23日，該機在昆明機場試飛時失事墜毀。)

武器弹药不可能永远依赖于进口。在德国的帮助下，中国開始建立自己的現代国防工业。在这期间，中德两国的工业产业被有效的组织起来，在中央集权管理下，工業化的效率大大提高。1934年1月，德国通过“工业产品商贸公司”，也称“合步楼公司”（HAPRO，全名为 Handelsgesellschaft für industrielle Produkte），将资金、技术与生产设备转移到中華民国来投资。这实际上是以私有公司的外壳来避免其它国家的异议。
1934年8月23日，中華民国财政部长孔祥熙与合步楼公司在庐山的牯岭签订了《中德原材料及农产品与工业及其他产品互换条约》，又称《合步楼条约》，中国开始用钨砂、锰砂等战略性原料和农产品换取德国的工业产品，尤其是军需品。这个完全平等，双方享有相同的权利的易货贸易条约为中德双方都起到了重要的作用——对中国而言，它解决了因内战和巨大预算赤字导致的无法向国际贷款的困境，不仅促进了中華民国的工业发展，也给中華民国军队的革新提供了巨大的帮助；对德国而言，条约签署后，中国向德国提供的原材料满足了德国的部分需求，使德国几乎不用在国际原材料市场為收購戰略物資耗費巨額外匯。
意大利顾问司特凡尼（Stefani）对担任国民政府的军事总顾问一职向往已久，他也曾参与国民政府的经济建设，并缔结了一份类似于合步楼条约的中意贸易协定。但是由于在意大利国内的影响范围有限，司特凡尼最终没能成为国民政府总顾问。
在完成了这个中德合作史上里程碑式的条约後，冯·塞克特将军推荐亞歷山大·馮·法肯豪森将军担任他的继任者，并於1935年3月返回德国。冯·塞克特将军於1936年12月27日去世。
經濟貿易改善兩國政治關係；1935年5月，中德兩國將各自在對方之公使館升格為大使館:420。蔣稱讚這是兩國間特別友好關係之象徵；希特勒認為這反映德國精心熱切培養和加深兩國長久存在友好關係之願望，象徵兩國團結和友誼:420。

### 德國與中國的工業現代化
1936年，中國只有約10,000英里的鐵路運輸網，遠遠少於孫文認為在現代化的中國所應該擁有的100,000英里。再者，半數鐵路網都位於東部和北部，在第二次世界大戰前期已落入日軍手上。中國鐵路現代化步伐緩慢的原因是列強之間在華在利益衝突，好像1920年英國、法國、美國、日本銀行家在華利益的新四強公會。公會的目標在於平衡外國在華投資，四國中任何一國在對華提供信用擔保以興建鐵路前必須得到所有成員國一致同意。此外，其他國家由於經濟大蕭條的緣故，對華投資變得猶豫不決。
儘管如此，一系列中德在1934年－1936年的協議大大加快了中國的鐵路建設，在浙江、貴州和南昌之間都建有路軌。鐵路得以加快發展在於德國急需有效率的運輸工具去讓中國出口原材料和鐵路線正正符合中國政府對建設長江中南部省份成為工業重鎮的要求。再者，這些鐵路有軍事用途。舉例來說，浙贛鐵路的建造能刺激下游長江三角洲的軍用運輸，即使南京和上海淪陷。另一個和它相似的是粵漢鐵路網，為東部沿海和華中地區提供交通連接。這些鐵路在中國抗日戰爭早期證明了它的功用。
最重要的中德工業合作是1936年中德共同定稿的重工業五年建設計劃藍圖和據藍圖落實的中德三年計劃，由中國資源委員會與德國的合步樓公司共同負責。計劃的主旨是在短期內建設一個工業基地以抗衡日本，長期目標則是在湖北、湖南、江西三省建設一個工業中心地帶，以供長期的工業發展。
三年計劃有幾個基本組成部分，例如對鎢和銻全部有關業務的專管，在湖北、湖南和四川等地建設17座工廠，包括鋼鐵、燃料（煤礦和油礦）、機械、電氣、化工等重工業廠礦和發電廠。正如1934年簽訂的以貨易貨協定中勾畫的大綱所顯示的，中國通過提供稀有礦產換取德國的技術和裝備來實現這些計劃。過高的成本部分地因在1932年至1936年間鎢的價格翻倍而抵消。

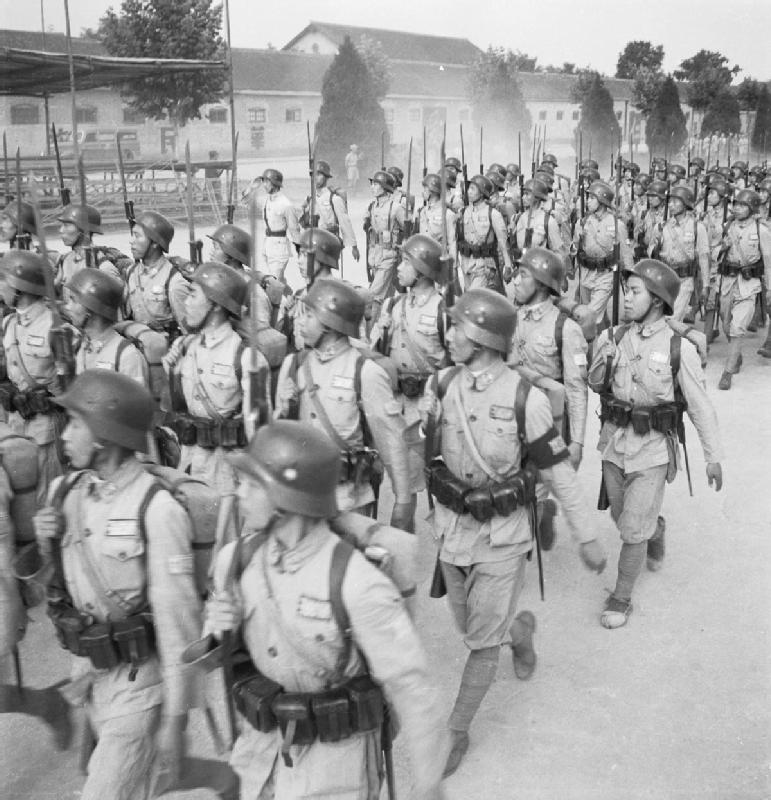
經由與德國軍事合作而脫胎換骨的國民革命軍，配有德式鋼盔及德式裝備

隨著華北危機加深，國民政府為爭取外援準備抗日，採取積極聯德步驟；1936年2月，國民政府派以資源委員會委員顧振為團長之代表團秘密訪問德國:420。2月27日，希特勒接見代表團；4月8日，中華民國代表顧振和德國經濟部長亚尔马·沙赫特分別代表本國簽訂《德華信用借款合同》（《合步樓條約》補充協定），主要內容是：德國向中國提供1億帝國馬克無限期周轉貸款，中國可隨時用之於購買德國工業及其他產品，並規定貨款除南京資源委員會提取小部分用於購買工礦設備和技術合作外，其餘絕大部分由南京用來買德國軍火和兵工設備:420。當天，德國向中國的出口物資將由德國國防部提供給中國的1億馬克信貸實行現金交易。合步樓公司合夥人將其股份轉讓給德國國防部，從而由軍方背景的私營公司變為國營公司。蔣中正、孔祥熙為此與阿道夫·希特勒、亞爾馬·沙赫特互致賀電，標誌著中德關係進入了「蜜月時期」。
1936年5月，希特勒派德國南部軍區司令萊謝芳訪華，作為中國代表團訪問德國之回訪；他主要視察德國軍事顧問在華工作情況，培養與密切同蔣之關係。:420
希特勒上台後，在國內建立納粹黨一黨專政體制，但當時由職業外交家康斯坦丁·馮·紐賴特主持之外交部仍有一定獨立性，對中日兩國保持「中立」立場，使中德關係一度得以發展；但1936年11月，德國與日本簽訂《反共產國際協定》後，中德關係迅速冷淡，日漸惡化:420。
三年計劃也為國民政府培養了一批受過高級教育的技術官員，以負責這些國家計劃。三年計劃訂下了許多目標，但不幸的是大部分工程都因1937年抗戰的全面爆發而停頓，最終廢止。

### 德國與中國的軍事現代化
亞歷山大·馮·法肯豪森將軍成為蔣中正的總顧問後，負責絕大部分軍事訓練計劃以及中國的防線設計。馮·塞克特的原本計劃是將整個軍隊大幅縮減為60個師，僅留下經過德國教範訓練並配發良好裝備的部隊。但實際執行起來存在許多問題，例如哪些派系的部隊要先被裁減等。
總體而言，由黃埔軍校（1927年結束）與陸軍大學訓練出來的軍官團僅僅比軍閥的軍官好一點，不過這些軍官由於對蔣中正的完全忠誠而被認為是有價值的。1934年起，德國顧問團協助國軍創建3個「示範師」，組建10個炮兵營，並組建工兵、汽車、高射炮、海岸要塞、電信、炮兵航空觀測機隊等專業化部隊。在國民政府努力下，約4萬人接受了德國教官之訓練並率先改變部隊編制，編成了教導總隊、87、88、36師四個部隊，也就是俗稱的德械師（另外有四萬人左右之部隊也採用了德國武裝訓練，不過那是隸屬於財政部之稅警總團而並非真正屬於蔣中正控制的武裝力量）。到1937年抗戰開始前，德軍顧問團為國民政府整編之精銳部隊接近30萬人。這些部隊被視作是蔣中正委員長軍隊中的精華。這些部隊也許部分地增強了七七事變後蔣中正進行全面抗戰的決心，但事實證明中國還未準備好與日本在同一個水平上交鋒。德軍顧問參與中國軍隊對日作戰之軍事部署與指揮工作；「八一三淞滬會戰」時，有大約70名德軍顧問直接參與指揮國軍各級部隊。
在上海到南京之淞滬戰場上，儘管蔣介石將所有德式訓練之中央軍精銳全部投入戰鬥，卻仍遭慘敗；中國軍隊總體傷亡30多萬人，其中德國整編之30萬部隊就損失10萬到18萬人，失去1萬名低級軍官，從此基本喪失獨立作戰能力。蔣中正不顧他的幕僚和法肯豪森本人的反對，將這些德械精銳師投入到淞滬戰役以及南京保衛戰中。經過幾場初期戰役後，這些經過多年訓練的精銳部隊損失了二分之一以上。德國顧問團訓練近10年之部隊，在3個月內就損失大半。
馮·法肯豪森建議蔣中正與日本人打一場消耗戰，他通過計算認為日本無望取得一場長期戰爭，他建議蔣中正應該守住黃河一線，但不應在戰爭的初期和中期向北出擊，同時應該放棄一些北方省份，包括山東，但撤退應該是緩慢的，日本將會為他們的每一步付出代價。法爾肯豪森同時建議在礦山、海岸和江河地區等處建設一些防禦設施。其他的建議還有在敵後組織一些游擊隊活動。這些行動有助於削弱日本的軍事優勢。
馮·法肯豪森同時認為國民革命軍將難以在抗戰中期待裝甲部隊和重炮的全面支援。中國工業才剛剛開始現代化，這要花上一段時間讓中國軍隊的裝備水平達到德意志國防軍的風格。因此他強調培養部隊基於輕武器的機動化，多多運用突擊步兵滲透戰術，類似於德國在一戰末期奥斯卡·冯·胡蒂尔創立的突擊群戰術，原本用意在打破堑壕战的僵局。
德國的軍事援助並不僅限於人員的訓練和組織，同時包括實質裝備。以馮·塞克特的看法當時中國大約百分之八十的軍工生產落後於時代或並不適用於現代戰爭。因此規劃對國民政府控制的兵工廠進行擴建升級以及設立新廠，並在德國技術協助下生產1930年代水準的武器。在德國顧問幫助下，湖北漢陽兵工廠1935年初生產出仿造德國「毛瑟」槍（1924年式短管步槍）之98型中正式步槍，南京兵工廠開始生產中國式「馬克沁」式機關槍，河南鞏縣兵工廠（在1935至1936年間現代化改造）開始生產德國人設計之迫擊砲。中正式和漢陽88式步槍在整個戰爭中都是國民革命軍的主要步兵武器。在德國顧問團軍械專家指導下，鞏縣還建造一座工廠生產防毒面具。計劃中還有建設芥子毒氣生產的工廠，但最終計劃中止。
1938年5月，在湖南的幾個兵工廠已經能夠生產20毫米、37毫米和75毫米火炮砲彈，在1936年下半年一個生產軍事光學裝備的工廠在南京完工。在德國的支援下設立了一些研究所，例如兵工署在I.G.法本公司指導下建立的理化研究所。這些研究所大多由曾留學德國的工程人員負責。
抗戰前，德國軍火輸入中國數量猛增，1936年是23,748,000馬克，1937年則為82,789,000馬克，其中包括榴彈炮、海岸防衛炮、高射炮、魚雷快艇、軍用車輛和各種槍枝等；德國輸入中國軍火佔中國輸入軍火總量80%:420。與此同時，中國向德國輸出戰略物資也逐年增加，如鎢砂輸德量，1933年3,766噸，1934年4,385噸，1935年7,883噸，1936年8726噸；德國通常進口鎢砂佔世界鎢砂產量一半，其中60%－70%來自中國:420。
與此同時，中國還從德國購買大量軍火物資。1935年至1937年，中華民國從德國訂購了31.5萬頂M35鋼盔（即知名的納粹盔）、步槍子彈以及各式防空砲。其他從德國進口的軍事裝備包括少量的俯衝轟炸機，亨克爾轟炸機；萊茵金屬和克虜伯的榴彈炮、反坦克炮，例如PAK35/36 37毫米反坦克炮；裝甲車輛，以及一號坦克；此外還有大量的軍用通訊器材、探照燈和發電機。中國海軍在抗戰爆發前向德國訂購了5艘潛艇、1艘潛艇供應艦、11艘魚雷艇和1艘魚雷快艇母艦，以及大批魚雷。
不過，在中德軍事合作上，中方對德國的一些做法頗有微詞，主要問題表現在兩個方面：第一，德國提供的武器中方無法使用；第二，德方供貨的價格高於國際市場價格。德國駐華大使陶德曼為此詢問中德易貨貿易的德方代表克蘭，克蘭表示，第一個問題是國民政府兵工署長俞大維的一面之詞，至於第二個問題，克蘭也無法判斷，因為合步樓條約簽訂之初根本沒有提到價格問題。不過，他也承認，交給中國的德國產品，其價格比國際市場高出15%左右。馮·法肯豪森則對宋美齡表示，這兩個問題的原因，前者有可能是德方發錯了貨，至於價格偏高，則是因為中方在驗貨時出了問題。
總體來說，在抗日戰爭爆發後的初期階段，這些軍事現代化建設的成果得到了檢驗。儘管日本最終佔領了中華民國國民政府的首都南京，但是由於中國的軍事力量已經得到加強，因此這場戰役持續了幾個月的時間，並給日本造成了很大的損失。除此以外，國民革命軍能在不斷推進的日軍面前進行有效抵抗的事實鼓舞了中國的民心和士氣。除此之外，中國軍隊的有效抵抗也給向內地的四川等省份拆運工廠和機械設備爭取到了寶貴的時間。

## 1937年至1938年：德国调停中日战争的努力

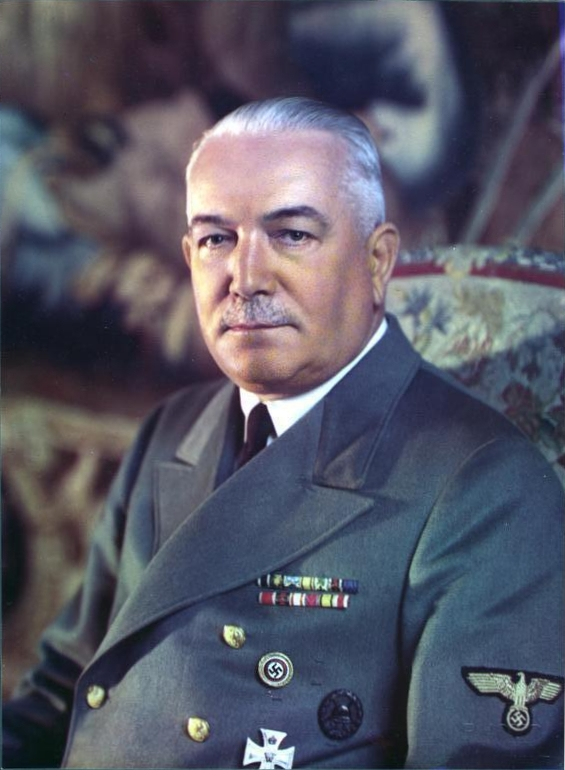
傾向與中華民國合作的德國外交部長康斯坦丁·馮·紐賴特

### 背景
在1930年代后期的德国政界中，老牌政治人物如国防部长勃洛姆堡和外交部长康斯坦丁·馮·紐賴特多采取亲华态度，而新进纳粹党高官如約阿希姆·馮·里賓特洛甫，则采取亲日态度。在納粹德國政府内部亲华与亲日两大阵营的交锋中，亲日派的地位逐渐上升。1936年11月25日，德国与日本签订了《反共产国际协定》，该协定还附有一份补充议定书和一份秘密协定，规定两国结成共同反对苏联的军事同盟。日本从此取代中国，成为德国在远东最重要的合作伙伴。
德日签署防共协定后，蒋中正对德日合作的前景感到担忧，并担心日本据此干涉中国的“剿共”战争，于是在12月1日令驻德大使程天放拜访德国国防部和外交部，向其转达中華民國对德日协定的疑虑。德方官员对程天放表示，德国政府非常了解中国的处境，以及蒋中正的坚定反共立场，因此在与日本缔约当初就已屡次声明，德国对中国毫无恶意，在将来也绝对不会让日本把《反共产国际协定》当作压迫中国的工具。

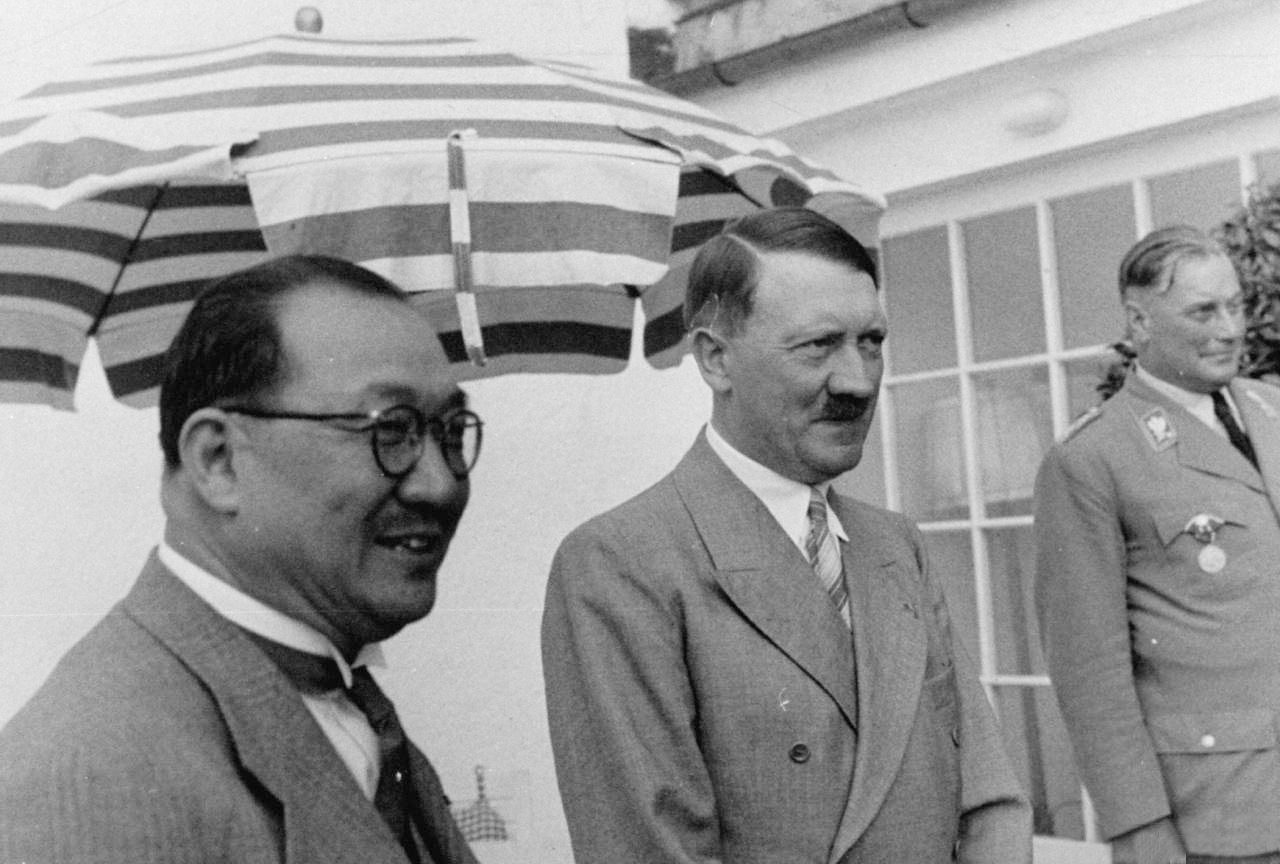
孔祥熙在柏林受到了希特勒、戈林的热情接待

1937年6月9日，参加英国国王乔治六世加冕典礼后归国的中国财政部长孔祥熙顺道访问了柏林，同沙赫特、戈林、勃洛姆堡、汉斯·格奥尔格·冯·马肯森（外交部副部长）举行了会晤，商讨中德易货贸易问题和德日同盟问题。6月13日，希特勒会见孔祥熙，表示德国和中国的贸易将使两国互惠双赢，德国在远东既没有政治目的，也没有领土意图，唯一的想法就是做生意。希特勒还希望中国和日本友好合作，不要发生问题。6月18日，日本驻德大使武者小路公共拜访马肯森，询问孔祥熙此行有没有提到军火输送问题，马肯森表示否定。7月7日，抗日战争爆发。
这场战争极大地损害了近10年来一直处于密切合作中的中德两国关系。希特勒的亚洲政策是毁掉中德合作关系的主要原因。由于日本军事实力的优势，希特勒选择日本作为其对抗苏联的战友。尽管中国政府官员和德国投资者在不断的游说纳粹政府，但希特勒一意孤行。他虽然同意合步楼公司将中国已订购的货物运往中国，但禁止任何人从中国进口货物。另外，中苏两国于1937年8月21日签订的《中苏互不侵犯条约》和希特勒的战略完全相背。
抗日战争爆发初期，德国外交部希望采取完全中立的立场，既不得罪日本，也不疏远中国。虽然武者小路公開要求德国采取对华军火禁运措施，但在1937年7月仍有7艘德国商船离开汉堡前往上海，向中国运去大批军用物资，另有3艘商船准备起航。为稳住日本政府，德国外交部在7月25日谎称已对中国实施军火禁运，德国驻日武官奥特同时指责日本在华北的行动严重影响了德中经济关系。
中華民國方面，在7月21日至28日的一周内，蒋中正先后会见了英国驻华大使许阁森、美国大使詹森、德国大使陶德曼、意大利大使柯莱、苏联大使波格莫洛夫和法国大使那齐雅等人，要求各国出面调停中日战争。但日方态度强硬，宣布不欢迎任何第三国的调停。7月26日，陶德曼对蒋中正表示，虽然德国愿意调停，但日本已声明不愿第三国干涉，因此调停不会收到成效。蒋中正指出，中日战争的继续发展必将导致中国在中苏关系上发生转变，以此来要挟德国出面调停。
这一谈话传回柏林後，德国政府不得不慎重考虑苏联插手的问题。7月28日，希特勒指示狄克逊，要求他设法通过外交途径阻止日本把中日冲突升级为战争。由于害怕苏联恢复对华影响，德国的对日态度逐渐变得強硬。德国外交部要求狄克逊向日本政府表明，日本企图利用反共产国际协定来为其进犯中国找一个体面的藉口是不合适的。德国认为“日本（对中国的）进犯违背《反共产国际协定》精神，妨碍中国稳定，促使共产主义在中国蔓延，并最终使中国投入苏联的怀抱”。同时表示拒绝终止对华军火输出，拒绝召回在华军事顾问。
8月13日，日本军队进攻上海，淞沪会战爆发。日本本企图速战速决，在击败國民革命軍后强迫对方订立城下之盟。但是日军在淞沪战役中直接面对中国最精锐的部队，即德械师和德训师，因此在战事中失利，迟迟不能攻占南京。
淞沪会战的爆发使德国认识到中日战争不可能只是华北的局部冲突，而将是一场长期的战争，因此在对日立场上有所改变，在新闻报导中对日本采取偏袒态度。8月21日《中苏互不侵犯条约》的签订尤其使德国震惊，冲击了德国外交部中对中日战争采取中立态度的传统派势力。
1937年10月中旬，戈林和里宾特洛甫要求国防部终止向中国供应军火，并要求外交部采取鲜明的亲日立场。这一要求引起了国防部和外交部的强烈不满。德国一旦调整其东亚政策，就将在中国失去许多重要的经济利益，而日本方面却不能保证德国在华贸易的优势。在这样的考虑下，戈林又改变了立场，指示德国供应商可以继续向中国提供军火，但需由丹麦货船运送，并通过新加坡的一家英国公司中转。1937年底中日激戰期間，德國未像其他國家一樣限制對華出口武器，反而加緊對華軍火運輸；截至1938年8月，至少有1.44億馬克（約5,816萬美元）之德國軍火物資運抵中國。

### 过程

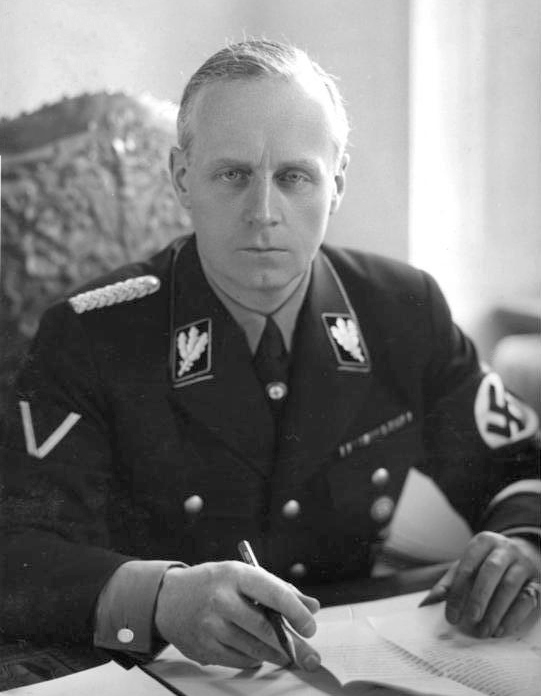
傾向與大日本帝國合作的德國外交部長約阿希姆·馮·里賓特洛甫

1937年9月以后，抗日战争的形势已经明朗化，这场战争不可能是一场短期的冲突，而必将成为一场长期的、耗费巨大的战争。经过多次反复，德国在中日战争的立场问题上逐渐采取了现实主义的态度。一方面，纳粹党中的亲日派不希望日本的实力消耗在中国战场上；另一方面，德国军政界和工业界的保守派势力也不希望日本完全占领中国、垄断中国市场和战略原料。因此德国在1937年10月初表示，希望中日双方通过谈判尽快停战。此时日本也推出了《处理支那事变纲要》，表示愿意促使中国重新考虑中日关系问题，结束事变，恢复邦交。在这种情况下，德国驻华大使陶德曼展开了调停工作。
11月2日，德国驻日大使狄克逊致电陶德曼，转达了日本外务省提出的七项和平条件：
一、内蒙古自治；
二、在华北建立一个沿满洲国国境线的非军事区；
三、扩大上海的非武装地带，由日本控制公共租界的巡捕队；
四、停止抗日政策；
五、共同反对共产主义；
六、降低对日关税；
七、尊重外国权益。
11月4日，陶德曼将日方条件转达给蒋中正。蒋中正表示，只要日本不恢复到七七事变以前的原状，他就不会接受日本的任何条件。
12月13日，南京沦陷，次日日本於北平成立「中华民国临时政府」（即华北临时政府）。由于攻克南京，日本国内主战派势力抬头，12月20日，日本政府与大本营召开联络会议，修改了原来的条件，提出了四项更苛刻的和平条件，包括“日满华合作”（即承认满洲国）和“向日本作必要的赔偿”。
虽然德国希望充当调解人促成中日和平，但南京的失守让日本军部的主战势力变得强大，日本政府已彻底丧失对军方的控制力量，中日之间已不存在任何媾和的可能。德国先前的努力也化作了泡影。12月28日，国民政府召开非正式会议，讨论日本的第二次和平条件，最后一致认为中国无法接受如此屈辱的条款。当日，蒋中正通知陶德曼，中国拒绝接受日本的条件。

### 失败
1938年1月14日，日本内阁会议达成了“不以国民政府为谈判对手”的一致意见，并在1月17日下午发表了《对华政策声明》，即第一次近卫声明，彻底终结了中日媾和的一切可能。陶德曼调停以失败告终。
调停失败后，德国决定改变对华政策。1938年初，德国政府进行了一系列改组，国防部长勃洛姆堡和外交部长纽赖特均被撤换，亲日的里宾特洛甫上台。最終，德國為使日本牽制蘇聯，還是拋棄中國。此后德国采取了一系列措施，来解决德日关系中的几大障碍——承认满洲国问题、在华军事顾问问题和军火出口问题。1938年2月，希特勒宣布德國將正式承認「滿洲國」。2月21日，德国正式承认「满洲国」为独立国家。同年3月3日，德国决定在中日战争结束前不再接收中国军事学员，并遣散现有的中国在德军事学员。
4月，德國禁止對華軍售，並召回全部在華軍事顧問。4月22日，陶德曼通知在华的德国军事顾问返回德国。在日本的坚持下，德国政府於5月3日下令禁止一切战争物资发往中国。中国向德国订购的2艘IIB型潜艇、8艘大型鱼雷快艇和“戚继光”号鱼雷艇供应舰也遭扣押。滞留在德国的中国军事订货总额达2.82亿帝国马克。德国国防部认为，这对德国的军火工业是一个致命的打击。
隨後，德國更召回駐華大使，中德關係迅速轉冷。1938年6月24日，里宾特洛甫命令陶德曼大使立即回国。他在6月25日向蒋中正辞行，於26日从汉口乘飞机前往英屬香港，从那里返回德国。此后德国在中国只保持了代办级的外交官员（中国则仍保留驻德大使），直至1941年中華民國對德國、義大利宣戰為止。
此外，里宾特洛甫还通知在华的德国军事顾问，如有不遵元首指令、拒绝回国者，则被视为公然叛国，将遭受取消国籍及没收财产之处分。在这种最后通牒下，国民政府只得同意无条件放回德国军事顾问。冯·法肯豪森将军在启程回国之际，曾向蒋中正允诺绝不会向日本人透露任何他在中国期间的工作内容。7月5日，德国军事顾问乘坐中華民國政府安排的专车离开汉口，经香港回国。

## 1938年至1941年：中德合作的终结

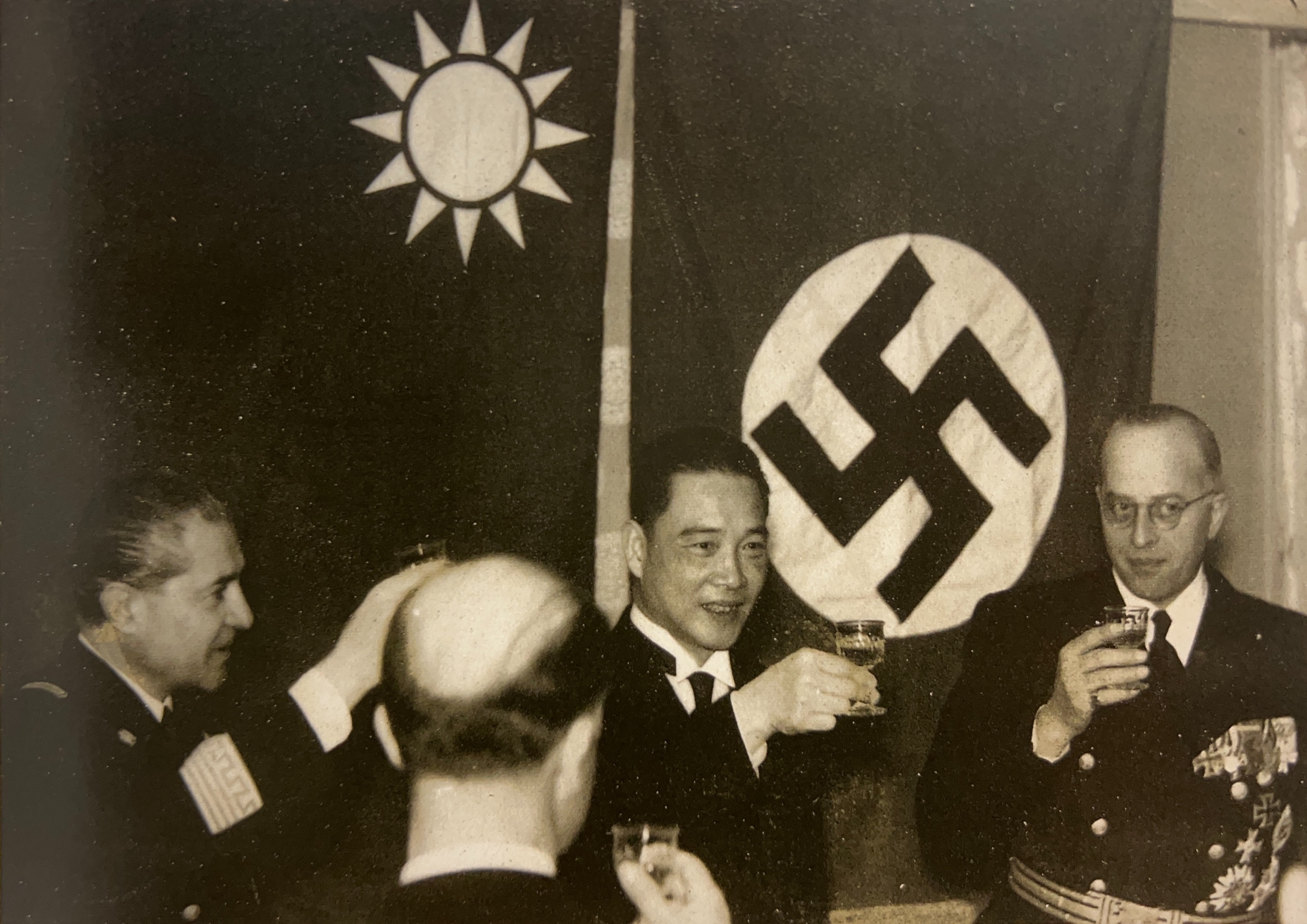
南京政府首脑汪兆銘于1941年会见德国外交官

1938年1月至9月，中德关系随着德国采取一系列弃华联日的政策之后，已经跌入低谷。9月12日，德国与满洲国签订了《德满贸易协定》，将在华经济重心从国民政府控制区转到了满洲。
德国在远东由「亲华政策」轉向「亲日政策」的调整，严重损害了德国的商业利益。德国从与日本和满洲国的贸易往来中获得的利益远低于德中贸易。此外德国侨民給汉口的红十字会的捐款比任何一个国家、甚至國民政府自己都多。在华的德國军事顾问们也希望能继续留在中国。
实际上，虽然德国纳粹党在中国的机构声明日本是中国抵禦共产主义的最后防线，但是德国和日本的友谊并未能给德国带来多少好处。日本希望垄断中国北部地区和满洲的资源，因此外国人在这些地区只能经营非常有限的生意。而德国比其他任何一个国家都希望获得这个地区的资源。虽然德日政府从1938年中就开始为解决这些经济利益问题而展开对话，但随着《苏德互不侵犯条约》的签署，1936年签订的《德日》实际上变成了一纸空文，并且阻断了德日通过对话解决经济问题的可能。
在抗日战争爆发后，德国逐渐转向日本，其中前期中德合作的德国顾问有些被日本收买，向日本泄露大量中国军事情报。1939年蒋中正的德国炮兵顾问韦伯将重庆的情报发给日军，造成重庆大轰炸中的巨大损失，同时还参与日本伞兵密谋空降活捉蒋中正的计划，对中国造成巨大损失。
中德之间的外交上联系一直持续到1941年。但是1940年由於德国未能实施“海狮计划”登陸英國让希特勒的计划偏离了轨道。1940年底，德国与日本和意大利签订了《三国同盟条约》。
儘管國府一再希望挽回中德關係，但1941年7月1日，德國（和意大利）正式承认南京汪精卫政权，國民政府遂與德國斷交。時為蘇德戰爭，為了讓日本進攻蘇聯，德國与國民政府不存在继续对话之最后可能。
随着日本偷袭珍珠港及对美國宣战，1941年12月9日，中国亦正式加入盟国阵营，并且对德宣战；12月11日纳粹德国和意大利同日对盟国阵营宣战，从而為中德兩國長久的合作關係劃上終結。

## 历史影响

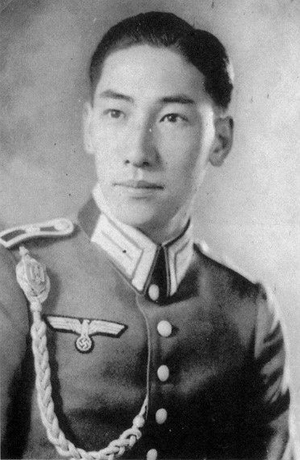
1938年，擔任德軍少尉的蔣緯國

对蔣中正而言，或许历史上没有任何一个时代比1930年代中德合作时期更符合他“国际性协作”发展现代化中国的理想。第一次世界大戰让德国失去了它在中国的所有殖民地，以致德国并不关心中国的政治，而卻需要中国的原材料。中国迫切地需要发展现代工业，以便抵禦日本随时可能的侵略，也是促成中德合作的重要原因。
總而言之，虽然中德合作只存在了并不算很长的一段时间，并且中德合作的成果大多在抗战中损失殆尽，但是这段合作仍对中国的现代化产生了持续的影响。因第二次國共內戰中華民國中央政府播遷到臺灣後，许多政府要员、军官、教授和研究人员都曾经在德国受训，其中也包括蔣緯國，最为代表的是在1963年至1975年间的影子单位“明德小组”其联络人就是蒋纬国。後來擔任立法院院長的臺籍中將黃國書等等。可以这样说，1936年中德合作时期制定的3年计划，多少有助於战后臺灣的初期安定與发展。

### 引用
1. ↑  .   [2010-05-26]. （原始内容存档于2011-12-18）.
2. 1 2 3 4 5 6 7 8 9 10 11 12 13 14 15 16 17  . 《明報》. 2015-08-09: 新聞專題A12版.
3. 1 2 3 4 5 6 7 8  陳仁霞，《中德日三角關係研究——1936年至1938年》
4. ↑  《中國年鑑——1929年至1930年》，《字林西報》，1930年
5. ↑  孫逸仙，《中國的國際發展》，臺北：中國文化服務，1953年
6. ↑  陶涵（英语：Jay Taylor）. . 台北: 時報文化. 2010.
7. 1 2  郭廷以.  第3版. 香港: 中文大學出版社. 1986.
8. 1 2 3 4 5 6 7 8 9 10 11  Kirby, William, 《德國與中華民國》
9. ↑  《德國外交政策檔案——1918年至1945年》，D輯第1卷，No.469，狄克遜致德國外交部電報，1937-07-27
10. ↑  L'Allemagne et la Chine, Journée Industrielle, Issue Dec. 1931, Paris, 1931
11. 1 2 3 4 5 6 7 8 9  李新 總主編，中國社會科學院近代史研究所中華民國史研究室 編，周天度、鄭則民、齊福霖、李義彬等 著，《中華民國史》第八卷，北京：中華書局，2011年7月
12. 1 2  Liu, F. F. 《現代中國的軍事歷史——1924年至1949年》，普林斯頓大學出版社，1956年
13. ↑  Chu Tzu-shuang，《國民黨的工業政策》，Chungking，1943
14. ↑  Fischer, Martin. Vierzig Jahre deutsche Chinapolitik. Hamburg, 1962
15. ↑  程天放，《德日防共協定——使德回憶之九》
16. ↑  Ed. Wheeler-Bennet, J. Documents on International Affairs. vol.2, London, 1939
17. ↑  《德國外交政策檔案——1918年至1945年》，B輯第21卷，No.140，1932年11月8日Gipperich備忘錄
18. ↑  韦伯令日本轰炸机保持在3600米以上的高度，而把中国高射炮的射程设置在3300米以下，导致高射炮在日军飞机轰炸时无法命中
19. ↑  .   [2013-05-12]. （原始内容存档于2014-05-25）.
20. ↑  王玉麒（2011年）

## 外部連結
- 李國祁：〈二十世紀二十至三十年代中德軍事合作與合步樓方案（页面存档备份，存于）〉
- 1928年－1938年在中國的德國軍事使团（页面存档备份，存于） （英文）
- 秘密之剑——蒋介石的德国军事顾问们
- 德商礼和洋行在华经营军火活动情况（页面存档备份，存于）
- 德国军售与中国抗战
- 香港凤凰卫视视频：2013-12-14皇牌大放送 日耳曼军师侍从记——民国中德关系（页面存档备份，存于）